# Bathypterois oddi
Bathypterois oddi е вид лъчеперка от семейство Ipnopidae.

## Разпространение и местообитание
Видът е разпространен в Нова Зеландия.
Среща се на дълбочина от 4182 до 4400 m, при температура на водата около 1,2 °C и соленост 34,7 ‰.